# Alimorad Khan Zand
Alimorad Khan Zand (en persan : علیمراد خان زند / ʿAlimorâd Xân Zand ), mort en 1785, est le sixième chah de la dynastie Zand. Il régna en Perse du 15 mars 1781 au 11 février 1785.

## Biographie
Après la mort de Karim Khan Zand, Agha Mohammad qui avait été retenu en otage (afin d'empêcher une guerre entre les tribus qadjares du nord de l'Iran et le Zand) s'échappa et gagna le Mazandaran. Il prit la tête de sa tribu à Astrabad et déclara son indépendance du chah Zand. C'est alors que Zaki Khan mit son neveu, Alimorad Khan, à la tête de l'armée persane afin d'aller se battre contre le seigneur Qadjar.
Le pouvoir fut donné à Alimorad Khan sur l'armée persane pour détruire les tribus qadjares dans le nord, mais il trahit le jeune chah Abolfath Khan et le laissa sans défense dans la capitale pour qu'il se fasse tuer par son oncle Sadeq Khan. Alimorad s'empara ensuite d'Ispahan. Il leva de fortes taxes et torturait et tuait ceux qui refusaient de payer. Finalement, le 14 mars 1781, il prit Chiraz, fit tuer Sadeq afin de s'asseoir sur le trône. Il régna ensuite jusqu'en 1785, quand il fut à son tour renversé par le fils de Sadeq, Djafar.